# 언어정책
언어정책(言語政策)은 국가의 우선사항에 따라 정부가 법률을 통하여 어느 언어를 쓸지 정하는 공식결정 또는 정책으로, 개인 또는 집단의 권리를 확립하기 위하여 필요한 언어능력을 심화하여 그들이 스스로의 언어를 사용할 수 있도록 유지하기 위한 것이다.
많은 나라는 특정 또는 복수의 언어사용울 지지하거나 규제하는 언어정책을 가지고 있다. 역사적으로 보면, 국가는 어떠한 대가를 치러서도 유일한 공용어를 장려해왔으나, 현재는 위기언어를 보호하는 정책을 취하는 국가도 많다.

## 같이 보기
- 국어
- 언어계획
- 언어개혁